# أسلم عبد الرحيم (لاعب كرة قدم مالديفي)
أسلم عبد الرحيم مواليد 24 يونيو 1971 في المالديف، هو لاعب كرة قدم مالديفي سابق كان يلعب كحارس مرمى. وشغل منصب مدرب حراس المرمى في نادي فالنسيا. وهو أيضا مدرب حراس المرمى لمنتخب المالديف الوطني لكرة القدم.

## المسيرة الاحترافية

### أندية لعب لها
- نادي نيو راديانت
- نادي فالنسيا

## المسيرة الدولية
على المستوى الدولي ظهر أسلم لأول مرة في مباريات منتخب جزر المالديف في تصفيات كأس العالم.

## وصلات خارجية
- أسلم عبد الرحيم على موقع الاتحاد الدولي (مؤرشف)  (الإنجليزية)
- أسلم عبد الرحيم على موقع قاعدة بيانات كرة القدم.إي يو (الإنجليزية)
- أسلم عبد الرحيم على موقع ناشيونال فوتبول تيمز (الإنجليزية)